# Siège du mont Hiei
Le siège du mont Hiei (比叡山の戦い, Hiei-zan no Tatakai) en 1571 est, selon l'historien Stephen Turnbull, si unilatéral qu'il devrait à plus juste titre être appelé un massacre plutôt qu'un siège ou une bataille. Oda Nobunaga mène 30 000 hommes détruire les villes et les temples sur la montagne et près de sa base. Cet événement marque la fin de la grande puissance des moines guerriers du mont Hiei.
Les moines tendai installés sur le mont sont depuis longtemps des ennemis d'Oda Nobunaga, en raison de leur force, de leur indépendance et de leur alliance avec les clans Azai et Asakura.
À partir du 29 septembre, les hommes de Nobunaga attaquent la ville de Sakamoto à la base de la montagne avant de monter vers les temples tendai. Ils détruisent ensuite le sanctuaire Hiyoshi qui honore Sannō, le kami de la montagne. Les soldats de Nobunaga encerclent le mont et progressivement se dirigent vers le haut, tuant et détruisant tout qui se trouve sur leur passage. Finalement, ils atteignent l'Enryaku-ji, le puissant et célèbre temple au sommet, qui est rasé. Ses arquebusiers forment alors des équipes de recherche et éliminent tous ceux qui ont auparavant échappé à leur attaque.

## Source de la traduction
- (en) Cet article est partiellement ou en totalité issu de l’article de Wikipédia en anglais intitulé « Siege of Mount Hiei » (voir la liste des auteurs).